# Musei di antichità egizie
Questa è una lista dei musei con le maggiori collezione di antichità egizie.
| N. | Museo                                                             | Città             | Nazione     | Oggetti |
| -- | ----------------------------------------------------------------- | ----------------- | ----------- | --- |
| 1  | Grand Egyptian Museum                                             | Giza              | Egitto      | 100.000 |
| 2  | British Museum                                                    | Londra            | Regno Unito | 100.000 |
| 3  | Ägyptisches Museum                                                | Berlino           | Germania    | 80.000 |
| 4  | Petrie Museum of Egyptian Archaeology                             | Londra            | Regno Unito | 80.000 |
| 5  | Musée du Louvre                                                   | Parigi            | Francia     | 77.404 |
| 6  | Museum of Fine Arts                                               | Boston            | Stati Uniti | 45.000 |
| 7  | University of Pennsylvania Museum of Archaeology and Anthropology | Filadelfia        | Stati Uniti | 42.000 |
| 8  | Museo delle Antichità Egizie                                      | Torino            | Italia      | 40.000 |
| 9  | University of Chicago Oriental Institute                          | Chicago           | Stati Uniti | 30.000 |
| 10 | Metropolitan Museum of Art                                        | New York          | Stati Uniti | 26.000 |
| 11 | Museo archeologico nazionale di Napoli                            | Napoli            | Italia      | 18.500 |
| 12 | World Museum                                                      | Liverpool         | Regno Unito | 16.000 |
| 13 | Manchester Museum                                                 | Manchester        | Regno Unito | 16.000 |
| 14 | Museo archeologico nazionale di Firenze                           | Firenze           | Italia      | 14.000 |
| 15 | Museo Egizio di Benevento                                         | Benevento         | Italia      | 12.000 [Sezione del Museo del Sannio. La Sala di Iside presenta l'arredo sacro del Tempio d'Iside "Signora di Benevento" e conserva il più consistente nucleo di sculture egizie e neoegizie mai rinvenuto fuori dall'Egitto.] |
| 16 | Staatliches Museum Ägyptischer Kunst                              | Monaco di Baviera | Germania    | 8.000 |
| 17 | Roemer-und-Pelizaeus-Museum                                       | Hildesheim        | Germania    | 8.000 |
| 18 | Ägyptisches Museum der Universität Leipzig                        | Lipsia            | Germania    | 8.000 |
| 19 | Museo Civico Archeologico                                         | Bologna           | Italia      | 3.500 |
| 20 | Brooklyn Museum                                                   | New York          | Stati Uniti | 2.000 |
| 21 | Ny Carlsberg Glyptotek                                            | Copenaghen        | Danimarca   | 1.900 |
| 22 | Museo di Belle Arti di Lione                                      | Lione             | Francia     | n.d. |
| 23 | Museo Egizio                                                      | Milano            | Italia      | n.d. |